# 초도초등학교 진막분교
초도초등학교 진막분교는 대한민국 전라남도 여수시 삼산면 초도리 2457에 있었던 공립 초등학교이다.

## 연혁
- 1959년 10월 24일 초도국민학교 진막분교장 설립인가
- 1968년 3월 1일 진막국민학교로 승격 분리
- 1985년 3월 1일 초도국민학교 진막분교장으로 격하
- 1996년 3월 1일 초도초등학교 진막분교장으로 교명 변경
- 2009년 3월 1일 폐교